# Protectin
Protectin (synonym CD59, MAC-inhibitory protein, MAC-IP, membrane inhibitor of reactive lysis, MIRL) ist ein Oberflächenprotein aus dem Komplementsystem.

## Eigenschaften
Protectin hemmt die Bildung des Membranangriffskomplexes durch Bindung an Komplementkomponente C8 und/oder Komplementkomponente C9, wodurch keine Pore abschließend ausgebildet wird. Weiterhin ist es an der Aktivierung von T-Zellen beteiligt, bei der es an eine Tyrosinkinase gebunden ist. Die im Urin zu findende lösliche Form des Protectins bindet zwar noch an die Komplementproteine, hemmt aber kaum die Entstehung des Membranangriffskomplexes. Protectin besitzt einen GPI-Anker. Durch alternatives Spleißen entstehen mehrere Isoformen.
Mutationen, welche zum Verlust des GPI-Ankers führen, mindern die Konzentration an Protectin und Decay-accelerating Factor auf Erythrozyten, wodurch eine paroxysmale nächtliche Hämoglobinurie entsteht.
Manche behüllte Viren wie HIV, das humane Zytomegalievirus und das Vacciniavirus verwenden zur Immunevasion zelluläres Protectin für ihre Hülle zur Vermeidung einer Komplementreaktion.